# Croydon and Sutton (circonscription électorale de Londres)
Circonscription territorial de 
l'Assemblée de Londres
Croydon and Sutton est une circonscription territorial de la London Assembly.
Elle recouvre les borough londoniens de Croydon et Sutton.
Son siège est actuellement détenu par Stephen O'Connell du Parti conservateur.

## Membres de l'Assemblée
| Élection | Élection | Membre          | Parti!       |
| -------- | -------- | --------------- | ------------ |
|          | 2000     | Andrew Pelling  | Conservateur |
|          | 2008     | Steve O'Connell | Conservateur |

## Résultats de l'élection
| Parti                        | Parti                        | Candidat                     | Voix    | %    | ±     |
| ---------------------------- | ---------------------------- | ---------------------------- | ------- | ---- | ----- |
|                              | Conservateur                 | Steve O'Connell              | 70,156  | 38,6 | -0.5  |
|                              | Travailliste                 | Marina Ahmad                 | 58,542  | 32,2 | -0.7  |
|                              | Libéral Démocrate            | Amna Ahmad                   | 18,859  | 10,4 | -3.8  |
|                              | UKIP                         | Peter Staveley               | 18,338  | 10,1 | +3.2  |
|                              | Green                        | Tracey Hague                 | 13,513  | 7,4  | +0.8  |
|                              | All People's                 | Madonna Lewis                | 1,386   | 0,8  | "N/A" |
|                              | National Front               | Richard Edmonds              | 1,106   | 0,6  | "N/A" |
| Majorité                     | Majorité                     | Majorité                     | 11,614  | 6,4  | +0.3  |
| Total des suffrages exprimés | Total des suffrages exprimés | Total des suffrages exprimés | 181,900 | 99.1 | +0.5  |
| Votes nuls                   | Votes nuls                   | Votes nuls                   | 1,668   | 0.9  | -0.5  |
| Participation                | Participation                | Participation                | 183,568 | 46   | +10.3 |

| Parti                        | Parti                        | Candidat                     | Voix    | %    | ±     |
| ---------------------------- | ---------------------------- | ---------------------------- | ------- | ---- | ----- |
|                              | Conservateur                 | Steve O'Connell              | 60,152  | 39,1 | -4.2  |
|                              | Travailliste                 | Louisa Woodley               | 50,734  | 32,9 | +13.7 |
|                              | Libéral Démocrate            | Abigail Lock                 | 21,889  | 14,2 | -4.1  |
|                              | UKIP                         | Winston McKenzie             | 10,757  | 6,9  | +1.5  |
|                              | Green                        | Gordon Ross                  | 10,287  | 6,6  | +1.5  |
| Majorité                     | Majorité                     | Majorité                     | 9,418   | 6,1  | -18.0 |
| Total des suffrages exprimés | Total des suffrages exprimés | Total des suffrages exprimés | 153,819 | 98.6 |       |
| Votes nuls                   | Votes nuls                   | Votes nuls                   | 2,165   | 1.4  |       |
| Participation                | Participation                | Participation                | 155,984 | 35,7 | -13.3 |

| Parti         | Parti                         | Candidat             | Voix    | %    | ±     |
| ------------- | ----------------------------- | -------------------- | ------- | ---- | ----- |
|               | Conservateur                  | Steve O'Connell      | 76,477  | 43,3 | +4.7  |
|               | Travailliste                  | Shafi Khan           | 33,812  | 19,2 | +0.1  |
|               | Libéral Démocrate             | Abigail Lock         | 32,335  | 18,3 | –2.8  |
|               | UKIP                          | David Pickles        | 9,440   | 5,4  | –1.8  |
|               | Green                         | Shasha Khan          | 8,969   | 5,1  | +0.5  |
|               | Christian (Christian Peoples) | David Campanale      | 6,910   | 3.9  | +0.8  |
|               | Démocrates anglais            | Richard Castle       | 4,186   | 2,4  | N/A   |
|               | Left List                     | Zana Hussain         | 1,361   | 0,8  | N/A   |
| Majorité      | Majorité                      | Majorité             | 42,665  | 24,1 | +6.6  |
| Participation | Participation                 | Participation        | 176,474 | 49,0 | +13.0 |
|               | Conservateur retenir          | Conservateur retenir | Swing   |      |       |

| Parti         | Parti                | Candidat             | Voix    | %    | ±    |
| ------------- | -------------------- | -------------------- | ------- | ---- | ---- |
|               | Conservateur         | Andrew Pelling       | 52,330  | 38,6 | –2.0 |
|               | Libéral Démocrate    | Steve Gauge          | 28,636  | 21,1 | –4.5 |
|               | Travailliste         | Sean Fitzsimons      | 25,861  | 19,1 | –5.7 |
|               | UKIP                 | James Feisenberger   | 15,203  | 11,2 | N/A  |
|               | Green                | Shasha Khan          | 6,175   | 4,6  | –2.9 |
|               | Christian Peoples    | David Campanale      | 4,234   | 3,1  | N/A  |
|               | Respect              | Waqas Hussain        | 3,108   | 2,3  | N/A  |
| Majorité      | Majorité             | Majorité             | 23,694  | 17,5 | +2.6 |
| Participation | Participation        | Participation        | 135,547 | 36,0 | +3.3 |
|               | Conservateur retenir | Conservateur retenir | Swing   |      |      |

| Parti         | Parti                                  | Candidat       | Voix    | %    | ±   |
| ------------- | -------------------------------------- | -------------- | ------- | ---- | --- |
|               | Conservateur                           | Andrew Pelling | 48,421  | 40,6 | N/A |
|               | Libéral Démocrate                      | Anne Gallop    | 30,614  | 25,7 | N/A |
|               | Travailliste                           | Maggie Mansell | 29,514  | 24,8 | N/A |
|               | Green                                  | Peter Hickson  | 8,884   | 7,4  | N/A |
|               | London Socialist                       | Mark Steel     | 1,823   | 1,5  | N/A |
| Majorité      | Majorité                               | Majorité       | 17,807  | 14,9 | N/A |
| Participation | Participation                          | Participation  | 119,256 | 32,7 | N/A |
|               | Conservateur vainqueur (nouveau siège) |                |         |      |     |